# Trama (pel·lícula)
Trama (títol original en anglès Threads) és un fals documental post-apocalíptic estrenat en forma de telefilm el 1984 per la BBC. Dirigida per Mick Jackson i escrita per Barry Hines, Trama va ser rodada entre el final de 1983 i el començament de 1984. Ha estat doblada al català.
El film descriu els efectes d'una guerra nuclear al Regne Unit i les seves conseqüències sobre la població de la ciutat de Sheffield, després d'un intercanvi creixent de míssils intercontinentals entre la URSS i els Estats Units, en el context de la destrucció mútua assegurada de la guerra freda.
Rodada amb un pressupost aproximat de 400.000 lliures esterlines, la pel·lícula va ser la primera del seu gènere a visualitzar un hivern nuclear. Alguns comentadors han parlat de Trama com "la pel·lícula que s'apropa més a la representació de tot l'horror de la guerra nuclear i de les seves conseqüències, així com de l'impacte catastròfic que l'esdeveniment tindria sobre la civilització humana". Ha estat comparada a l'antic programa La Bomba (The War Game), produït a Gran Bretanya en els anys 1960 i el seu contemporani El dia de després, un telefilm d'ABC de 1983 que presenta un guió similar als Estats Units.
Threads va aconseguir quatre BAFTA a la cerimònia dels British Academy Film Awards de 1985. Segons els crèdits del final, Carl Sagan va ser un dels consultors tècnics.

## Argument
El relat es concentra en dues famílies de Sheffield i comença dos mesos abans de l'atac nuclear. L'espectador pot veure la seva manera de viure així com les seves reaccions en el moment del desencadenament de les hostilitats i la seva escalada apocalíptica. S'hi representa el Regne Unit en peu de guerra i el començament dels bombardejos estratègics i segueix la manera de reaccionar dels membres de les dues famílies, així com la seva mort. Es descriuen les conseqüències mèdiques, econòmiques, socials i ecològiques d'una guerra nuclear.
La pel·lícula s'acaba, tretze anys després del apocalipsi nuclear, amb una civilització reconstruïda com una societat medieval.
L'atmosfera de la pel·lícula és molt opressiva, reforçada pel fet de penjar rètols en pla fix, presentant les estadístiques progressives del delme i dels diferents aspectes socials i sanitaris del llarg hivern nuclear. El sentit global apunta cap una demostració metòdica per desmentir absolutament tota hipòtesi de "civilització post-apocaliptica", recolzant en el guió realista de les conseqüències encadenades (threads) d'una contaminació a escala continental.  

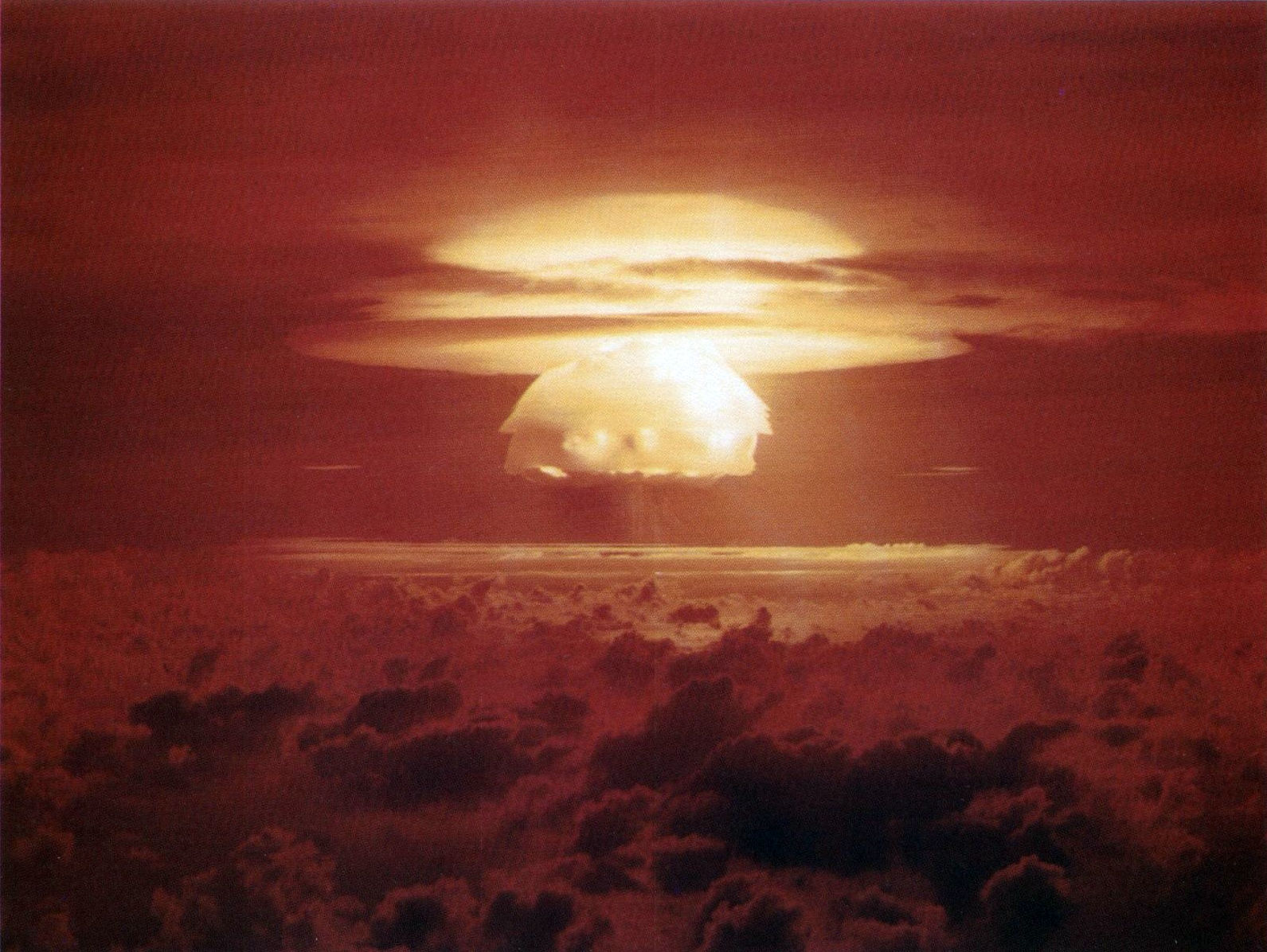
Una explosió nuclear amb el seu xampinyó atòmic.

## Repartiment
- Karen Meagher: Ruth Beckett
- Reece Dinsdale: Jimmy Kemp
- David Brierly: el Sr. Kemp
- Rita May: la Sra. Kemp
- Nicholas Lane: Michael Kemp
- Jane Hazlegrove: Alison Kemp
- Henry Moxon: el Sr. Beckett
- June Broughton: la Sra. Beckett
- Sylvia Stoker: Granny Beckett
- Harry Beety: Clive Sutton
- Ashley Barker: Bob

## Rebuda
El 1985, Threads va ser nominada als  British Academy Film Awards a set premis BAFTA. En va aconseguir quatre a les categories Best Single Drama, Best Film Cameraman, Best Film Editor i Best Design.